# Tennistoernooi van Madrid 2009
Het tennistoernooi van Madrid van 2009 werd van 9 tot en met 17 mei 2009 gespeeld op de gravel-banen van het Manzanares Park Tennis Center ("Caja Mágica") in de Spaanse hoofdstad Madrid. De officiële naam van het toernooi was Mutua Madrileña Madrid Open. Voor de vrouwen was dit de eerste editie.
Het toernooi bestond uit twee delen:
- WTA-toernooi van Madrid 2009, het toernooi voor de vrouwen
- ATP-toernooi van Madrid 2009, het toernooi voor de mannen

ATP-toernooi van Madrid – WTA-toernooi van Madrid

2009 · 2010 · 2011 · 2012 · 2013 · 2014 · 2015 · 2016 · 2017 · 2018 · 2019 · 2020 · 2021 · 2022 · 2023 · 2024